# Nerokoúros
Nerokoúros är en ort i Grekland.   Den ligger i prefekturen Nomós Chaniás och regionen Kreta, i den södra delen av landet, 280 km söder om huvudstaden Aten. Nerokoúros ligger 66 meter över havet och antalet invånare är 4 388.
Terrängen runt Nerokoúros är huvudsakligen kuperad, men åt nordväst är den platt. Runt Nerokoúros är det glesbefolkat, med 16 invånare per kvadratkilometer. Närmaste större samhälle är Chania, 4,0 km norr om Nerokoúros. 